# Krisztina de Châtel

fotografie: Frans Schellekens

Krisztina de Châtel (Boedapest, 3 augustus 1943 – Amsterdam, 3 juni 2025) was een Nederlands-Hongaarse choreografe.

## Biografie
De Châtel had een Nederlandse moeder, Antonia de Bres, en een Hongaarse vader, Andor de Châtel, die reumatoloog was. In 1963 verliet zij Boedapest om in Essen (Duitsland), aan de Folkwang Hochschule, bij Kurt Jooss te studeren. Aan het eind van de jaren 60 verhuisde De Châtel naar Amsterdam om te studeren en te dansen bij Koert Stuyf. Haar broer Peter de Châtel (geboren in 1940) werd hoogleraar Natuurkunde in Amsterdam. Zij had nog een andere broer, Rudi.
In 1976 richtte ze haar eigen dansgroep op: Dansgroep Krisztina de Châtel. Dit gezelschap bleef bestaan tot 31 december 2008 en maakte in die 32 jaar nationaal en internationaal naam. Van 1 december 2009 tot en met 31 december 2012 was zij een van de artistieke leiders van Dansgroep Amsterdam. Na het stopzetten van de subsidie aan dit gezelschap ging zij sinds januari 2013 door onder de naam De Châtel sur place.
De Châtel overleed na een ziekbed op 81-jarige leeftijd.

## Minimal dance
In de meeste choreografieën van Krisztina de Châtel worden dans, muziek en beeldende kunst samengebracht. Ze werkte vaak samen met beeldend kunstenaars zoals Jan van Munster, Conrad van de Ven, Peter Vermeulen, Peter Struycken, Niek Kortekaas, Quirine Racké, Geert Mul en Wouter Klein Velderman.
Uitgangspunt van bijna al haar producties is de minimal dance; toch kunnen ze qua karakter flink verschillen. Haar werk kan extreem sober en dwingend zijn, maar ook dramatische gedaanten aannemen. Ze wordt ook wel de Koningin van de minimal dance genoemd. Voorstellingen van De Châtel zijn niet alleen in het theater te zien maar ook op (buiten)locatie.

## Prijzen
Krisztina de Châtel werd onderscheiden met diverse prijzen:
- Sonia Gaskell Prijs
- Choreografieprijs van de Vereniging van Schouwburg- en Concertgebouwdirecties (1988)
- Prijs van de Nederlandse Dansdagen (2000)
- Ridder in de Orde van de Nederlandse Leeuw (2001)
- Prijs van de Kritiek door de Kring van Nederlandse Theatercritici (2002)
- Frans Banninck Cocqpenning van de gemeente Amsterdam (2008)
- Amsterdamprijs voor de Kunst (2010)
- Gouden Zwaan (2010)
- Prijs van Verdienste van het Dansersfonds '79 (2021)

## Choreografieën
- Limited (2022)
- Scala (2020)
- Dances (2018)
- Thirteen Images from the Dark Land (2017)
- PUUR (2017)[4]
- ÚT(OET) (2014)
- Brand! (2013)
- Horen, Zien, Zwijgen (2013)
- Domestica (2012)
- Infinite (2011)
- BAM! (2011)
- Nomade (2011)
- Waltz (2010)
- Kalota (2008)
- Stuk (2008)
- Cirklo (2008)
- Boerka in landschap (2007)
- Pulse+ (2007)
- Duet in plexiglazen koker (2007)
- Pulse (2007)
- Tando (2006)
- Zooi (2015)
- Gradual and Persistent Loss of Control (2005)
- Treden (2004)
- Onderstebavo (2004)
- i-space (2004)
- Move-trek (2003)
- Obscura (2003)
- Rooms (2002)
- Slag (2002)
- Bewogen Bomen (2001)
- Waterlanders (2001)
- Objectworx (2001)
- Dynamix (2000)
- LinkAge (2000)
- Grand Finale (2000)
- Solo VII (2000)
- Lara and Friends (1999)
- Epoxy (1999)
- Solo VI (1999)
- Lara (1998)
- Cyclo (1998)
- Musica Sacra (1998)
- Ló (1997)
- Vide (1997)
- Solo V (1997)
- Vanitas (1996)
- Solo IV (1995)
- Muralis (1994)
- Facetten (1994)
- Concave (1993)
- Paletta (1992)
- Weep, Cry and Tangle (1992)
- Sequence (1991)
- Imperium (1990)
- Dualis (1989)
- Vortex (1988)
- Change (1988)
- Staunch (1987)
- Typhoon (1986)
- Trio (1985)
- Föld (1985)
- Solo’s (1985)
- Thron (1984)
- per aspera (1983)
- Wiederkehr (1983)
- Forgó (1982)
- Light (1980)
- Afwijkend (1979)
- Variaties op een thema (1979)
- Lines (1979)
- Voltage Control II (1978)
- Voltage Control I (1977)

## Films
- Vlucht (2018), regie Wiam Al-Zabari
- Blindside Block (1998), regie Mart Domenicus
- Stalen Neuzen (1996), regie Erik van Zuylen

- Gemeinsame Normdatei: 1034984764
- Nationale Bibliotheek van Israël: 987007415240105171
- RKD-Nederlands Instituut voor Kunstgeschiedenis: 239940
- Union List of Artist Names: 500580556
- Virtual International Authority File: 302665491
- WorldCat: E39PBJkD8yJ6HWh9bwdbwBM3wC